# 贡比涅城堡

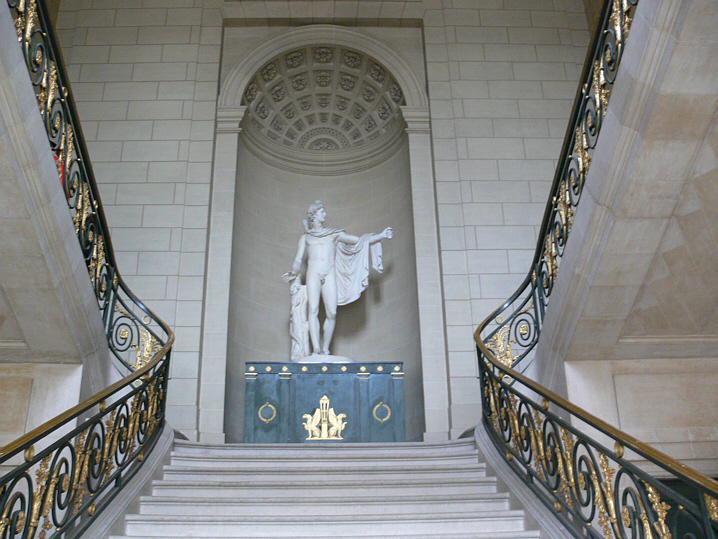
贡比涅城堡的大楼梯

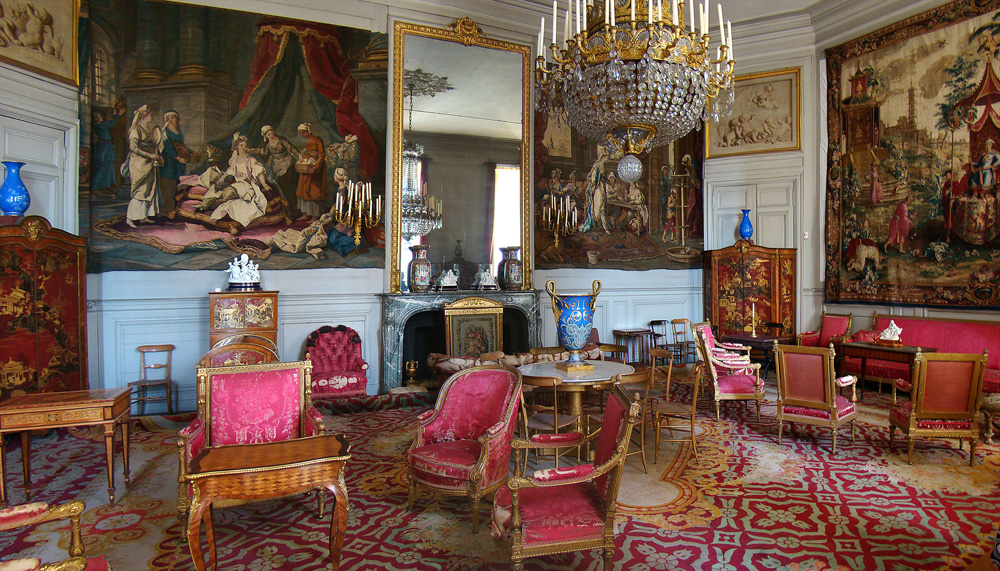
Music lounge

贡比涅城堡（或譯康白尼城堡，Château de Compiègne）是一座法国城堡，由路易十五兴建、拿破仑重建的宫殿。贡比涅为朝廷的三个驻地之一，另外两个是凡尔赛宫和枫丹白露宫。它位于瓦兹省贡比涅，对公众开放。
在此城堡修筑之前，贡比涅就是法国君主的夏季行宫所在地，主要用于去贡比涅森林打猎使用。最早的皇家住所由查理五世建于1374年。此后历任君主常来此。路易十四住在贡比涅75次。路易十五也许甚至更多。狩猎是他主要的兴趣... 而贡比涅及其巨大的森林是他放纵激情的理想场所。
1750年，著名建筑师昂热 - 雅克·加布里埃尔提议彻底重建城堡。工程开始于1751年，1788年由其学生完成。古城墙决定城堡为三角形，建筑面积2万平方米。它是新古典主义风格，简单明了。
在法国大革命期间，城堡归属内政部管理。1795年，城堡内所有家具出售。19世纪初，拿破仑进行重建，为法兰西第一帝国风格。
目前，该城堡分为三个博物馆：宫殿本身；第二帝国博物馆；和国家汽车博物馆。